# Inverses Streuproblem der Quantenmechanik
Das inverse Streuproblem in der Quantenmechanik besteht in der Suche nach einem Potential {\displaystyle V({\vec {r}})} aus einem gemessenen winkeldifferentiellen Wirkungsquerschnitt {\displaystyle \textstyle {d\sigma  \over d\Omega }(\vartheta )}. Wird dagegen aus einem angenommenen Potential  {\displaystyle V({\vec {r}})} ein theoretischer Wirkungsquerschnitt berechnet und dieser an den experimentellen Wirkungsquerschnitt gefittet, spricht man von einem direkten Streuproblem. Das inverse Streuproblem benötigt keine Modellannahmen über die zugrundeliegende Wechselwirkung.

## Überblick
Die Lösung des inversen Streuproblems erfolgt in zwei Schritten. Der erste Schritt wird als „S-Matrix-Analyse“ bezeichnet. In ihm wird aus dem gegebenen winkeldifferentiellen Wirkungsquerschnitt die S-Matrix berechnet. Die Betragsquadrate der Elemente dieser S-Matrix geben für einen Anfangs- und einen Endzustand die Wahrscheinlichkeit an, dass der Anfangszustand bei der Streuung in den Endzustand übergeht.
Im zweiten Schritt, dem eigentlichen Inversionsschritt, wird wie auch beim direkten Streuproblem die Schrödingergleichung {\displaystyle H\psi =E\psi } gelöst, wobei der Hamiltonoperator {\displaystyle H({\vec {r}})=T({\vec {r}})+V({\vec {r}})} aus dem bekannten Operator der relativen kinetischen Energie {\displaystyle T({\vec {r}})}und dem gesuchten Wechselwirkungspotential {\displaystyle V({\vec {r}})} besteht. {\displaystyle E} bezeichnet die kinetische Energie der Relativbewegung der beiden Streupartner.
Anders als im direkten Streuproblem ist nicht das Potential gegeben und die S-Matrix gesucht, sondern umgekehrt die S-Matrix gegeben und das Potential unbekannt. Über die gegebene S-Matrix sind in der Schrödingergleichung die Wellenfunktionen {\displaystyle \psi } festgelegt.
Bei der inversen Lösung der Schrödingergleichung werden zwei Methoden unterschieden, je nachdem welche Art von Eingabe-S-Matrix vorliegt:
- Für die Lösung des inversen Streuproblems bei festem Drehimpuls wird als Eingabe die S-Matrix bei einem festen Drehimpuls {\displaystyle I} und zu allen kinetischen Energien {\displaystyle E=(0,\infty )} benötigt. Die so erhaltenen Potentiale sind drehimpulsabhängig.
- Für die Lösung des inversen Streuproblems bei fester Energie wird als Eingabe die S-Matrix bei einer festen Energie und zu allen Drehimpulsen {\displaystyle I=0,1,2,\ldots \infty } benötigt. Die invertierten Potentiale sind energieabhängig.

## Die S-Matrix-Analyse
Für die S-Matrixanalyse werden die differentiellen Wirkungsquerschnitte für alle relevanten Streukanäle benötigt. Der gemessene Wirkungsquerschnitt lässt sich als Quadrat der Streuamplitude schreiben. Diese Streuamplitude kann nach den relevanten Quantenzahlen des Streusystems in Partialwellen entwickelt werden. Jede einzelne dieser Partialwellen ist eindeutig durch die Angabe des S-Matrixelements zu diesem Eingangs- und Ausgangskanal und dem Gesamtdrehimpuls festgelegt.
Die Aufgabe der S-Matrix-Analyse besteht darin, die einzelnen S-Matrixelemente so zu bestimmen, dass der mit ihnen berechnete Streuquerschnitt den gemessenen experimentellen Wirkungsquerschnitt möglichst gut reproduziert. Dazu kann die Beziehung zwischen der Amplitude und der S-Matrix direkt invertiert werden. Die experimentellen Wirkungsquerschnitte können aber auch mit einem Fit an theoretische Querschnitte angepasst werden.
Für die meisten Inversionsverfahren muss die S-Matrix zu festem Drehimpuls oder fester Energie vollständig und mit hoher Genauigkeit bekannt sein. Für die meisten praktischen Anwendungen kann diese Genauigkeit ohne Modellannahmen nicht erreicht werden.

## Das inverse Streuproblem bei festem Drehimpuls
Das inverse Streuproblem bei festem Drehimpuls hat gegenüber dem inversen Streuproblem bei fester Energie einige grundsätzliche Nachteile: Experimentell ist es nicht möglich, die benötigten differentiellen Wirkungsquerschnitte kontinuierlich an allen Energien zu messen. Bei hohen Energien müsste der Streuvorgang zudem relativistisch beschrieben werden. Daher muss die Eingabe-S-Matrix sowohl zwischen den experimentell zugänglichen Werten interpoliert als auch zu hohen Energien extrapoliert werden.
Ein Vorteil des inversen Streuproblems bei festem Drehimpuls besteht im Fall mehrerer gekoppelter Streukanäle. Im Allgemeinen ist hier die Wechselwirkung drehimpulsabhängig. Da die invertierten Potentiale, die sich aus der Lösung des inversen Streuproblems zu festem Drehimpuls ergeben, stets drehimpulsabhängig sind, eignet es sich ideal für die Beschreibung solcher Streusysteme.

## Das inverse Streuproblem bei fester Energie
In der klassischen Streutheorie kann das inverse Streuproblem einfach und explizit gelöst werden. Diese
klassische Lösung lässt sich auch noch im Wentzel-Kramers-Brillouin (WKB)-Limit, einer semi-klassischen Näherung, auf das inverse Streuproblem der Quantenmechanik anwenden. Die S-Matrix zu einer festen Energie ist dann gleich der zweiten Ableitung der WKB-Phasenverschiebung nach dem Drehimpuls.
Für die Lösung des inversen Streuproblems bei fester Energie gibt es zahlreiche Verfahren:
- Bei der Bargmann-Methode wird die S-Matrix zu einer festen Energie als komplexe rationale Funktion des Drehimpulses angesetzt. Das zu dieser S-Matrix gehörende Potential kann in Form einer logarithmischen Ableitung von Hankel-Funktionen komplexer Ordnung geschrieben werden. Das Potential wird mit einem Iterationsverfahren berechnet[6].
- Bei der Inversion mit der Finite-Differenzen-Methode werden die in der Schrödingergleichung auftretenden Ableitungen als Differenzenquotienten diskretisiert. Dazu wird die Wechselwirkungszone in äquidistante Intervalle aufgeteilt. Dieses Verfahren eignet sich allerdings nicht zur Berechnung von Potentialen aus experimentellen Streudaten, da die invertierten Potentiale sehr instabil auf kleine Änderungen der Eingabe-S-Matrix reagieren[7].
- Für die Lösung des inversen Streuproblems bei fester Energie mit Spin-Bahn-Wechselwirkung können die Wellenfunktionen interpoliert werden. Mit diesen Interpolationsformeln kann das Zentral- und Spin-Bahn-Potential abgeleitet werden[8].
- Im Newton-Sabatier-Verfahren wird die Schrödingergleichung analytisch nach dem Potential aufgelöst. Damit ergibt sich ein unendlich dimensionales Gleichungssystem (Je eine Gleichung zu jedem Drehimpuls {\displaystyle I=0,1,2,...\infty }). Roger G. Newton konnte zeigen, dass dieses Gleichungssystem lösbar ist, allerdings nicht eindeutig[4]. Sabatier konnte zeigen, unter welchen Voraussetzungen die Lösung des Gleichungssystems eindeutig wird[9].
- Unter der Voraussetzung, dass das Potenzial für große Distanzen bekannt ist (beispielsweise das Coulomb-Potential für geladene Streuteilchen), kann das unendliche Gleichungssystem des Newton-Sabatier-Verfahrens in ein endliches Gleichungssystem überführt werden. Mit dieser Modifikation kann das Verfahren auf zahlreiche theoretische und experimentelle Streudaten angewendet werden[10].